# Конусов, Виктор Геннадьевич
Виктор Геннадьевич Конусов (6 февраля 1923, Томск — 2004) — профессор, доктор технических наук, Заслуженный работник геодезии и картографии РСФСР, заведующий кафедрой инженерной геодезии.

## Биография
Родился 6 февраля 1923 года в Томске.
После окончания школы в 1941—1942 годах работал слесарем Новосибирской артели «Молот». Во время Великой Отечественной войны прошёл путь с марта 1943 года до Дня Победы в боевых, в том числе, в кавалерийских частях.
С 1943 по 1944 годы проходил службу рядовым взвода разведки 46-го гвардейского кавалерийского полка 6-го гвардейского кавалерийского корпуса на 1-м Украинском и Центральном фронтах.
В 1950 году окончил Новосибирский институт инженеров геодезии, аэрофотосъёмки и картографии (НИИГАиК) по специальности «астрономогеодезия». В 1950—1955 годах работал в Аэрогеодезическом предприятии № 8 города Новосибирска инженером-рекогносцировщиком, инспектором ОТК, начальником партии.
В 1955 году перешёл на преподавательскую работу в НИСИ имени В. В. Куйбышева, где работал на должностях ассистента, аспиранта, старшего преподавателя, доцента (1963), профессора (1969).
С 1971 года, до ухода на пенсию, работал в НИИГАиКе (сейчас СГУГиТ) на должностях заведующего кафедрой (1971—1991), профессора (1991—1998).

## Научные труды/работы и публикации
- Предвычисление точности полигонометрических ходов. Монография. М., 1966. 111 С.
- Прикладная геодезия. Основные методы и принципы инженерно-геодезических работ. Учебник для вузов. М. 1981. 438 С. (в соавторстве).

## Награды
- Орден Отечественной войны 2-й степени;
- Орден «Знак Почёта» (1976);
- Медаль «За отвагу» (1944);
- Медаль «За победу над Германией в Великой Отечественной войне 1941—1945 гг.» (1945).